# 毁灭公爵3D
《毁灭公爵3D》是一款由3D Realms公司开发，并由Apogee Software公司在1996年1月29日发行电脑游戏。
游戏主人公曾经在3D Realms的系列游戏中出现过，此系列包括《毁灭公爵》、《毁灭公爵II》。但是《毁灭公爵3D》却不同于他们的前辈，这是一款第一人称射击游戏，類似同类型作品《毁灭战士》和《雷神之锤》。
这是一款非常成功的游戏，作品推出時，尚無3D加速卡、PC記憶體主流仍在4至8MByes，製作團隊在有限的硬體資源下，於作品中加入相當的幽默元素，这是其他同类游戏較缺乏者。

## 幽默元素與環境互動
- 主角有台詞，不時會喃喃自語。
- 主角在剛經歷激烈戰鬥後會來個幾句髒話。
- 遊戲第一關的場景在戲院，若啟動內部的大螢幕和小包廂內螢幕，會有一小段色情動畫。
- 對著麥克風互動，主角會隨性高歌一番。
- 對著熱舞女郎互動給錢，會得到一個13歲以下不宜的驚喜。
- 對著小便斗互動，主角會稍稍解放一下並說「Uhh~ much better」。
- 對著電話互動，主角會撥出意味不明的電話號碼。
- 對著撞球檯互動，可以把所有球打入袋。
- 監視器可以監看關卡內有攝影機的地方，偵察敵情。
- 可透過鏡子看是否有敵人躲藏在轉角處。
- 玻璃、酒瓶、樹葉都會因槍戰被打得四散。
- 踩踏過血跡或濕地，會留下一段足跡，可用於追蹤敵痕或其他玩家。
- 有一款武器是遙控炸彈，可在敵對玩家撿起該炸彈前遙控引爆，但被撿起後就成為其他玩家的武器，是一充滿心理博弈的道具。
- 武器之一的縮小光線可將敵人或其他玩家縮小成蟑螂大小，且可用腳將其「爆漿」處決，但會讓玩家留下一段血印足跡從而暴露行蹤。
- 打倒最後魔王，主角會將其斬首，並以其斷頭做為馬桶，當場脫褲坐下並翻開報紙解放一下（此為第二大關卡的Boss）。